# Lea (Lancashire)
 (avril 2023).
Pour les articles homonymes, voir Lea.
Lea est un village et une paroisse civile du Lancashire, en Angleterre.